# Bundesregierung Vranitzky IV
Die österreichische Bundesregierung Vranitzky IV wurde nach der Nationalratswahl vom 9. Oktober 1994 gebildet. Bei dieser Wahl verlor die Große Koalition ihre bisherige Verfassungmehrheit, stellte aber 64 % der Abgeordneten. Das Kabinett wurde von Bundespräsident Thomas Klestil am 29. November 1994 ernannt.
Per 6. April und 4. Mai 1995 – Wolfgang Schüssel (ÖVP), ab 22. April neuer Bundesparteiobmann der ÖVP, wurde Vizekanzler – wurde ein Gutteil der Regierungsmannschaft ausgewechselt (SPÖ: Innenminister Löschnak, Finanzminister Lacina, Sozialminister Hesoun, Frauenministerin Dohnal; ÖVP: Vizekanzler und Bildungsminister Busek, Außenminister Mock, Umweltministerin Rauch-Kallat) und das Wirtschaftsministerium (vorher Schüssel) umbesetzt.
Da sich die Regierung beim Budget 1996 nicht einigen konnte, löste sie die Nationalratswahl 1995 aus und trat einen Tag nach dieser Wahl, somit am 18. Dezember 1995, zurück. (Bei der Wahl hatte die SPÖ zu Lasten von drei Oppositionsparteien sechs Mandate gewonnen, der Mandatsstand der ÖVP blieb gleich.) Die scheidende Regierung wurde vom Bundespräsidenten bis zum 12. März 1996, als die Bundesregierung Vranitzky V angelobt wurde, mit der Fortführung der Geschäfte betraut.
Finanzminister Staribacher schied gleich nach der Neuwahl, per 3. Jänner 1996, aus dem Amt. Viktor Klima, bald Vranitzkys Nachfolger als Kanzler, wurde noch an diesem Tag und nicht erst in der folgenden Regierung mit dem Finanzministerium betraut.
| Amt                                                                                         | Foto                                                   | Name                                                                     | Partei | Partei                                | Staatssekretär | Partei  |
| ------------------------------------------------------------------------------------------- | ------------------------------------------------------ | ------------------------------------------------------------------------ | ------ | ------------------------------------- | --- | ------- |
| Bundeskanzler                                                                               |                                                        | Franz Vranitzky                                                          |        | SPÖ                                   | Brigitte Ederer bis 27. Oktober 1995 Caspar Einem bis 6. April 1995 Karl Schlögl Gerhard Schäffer ab 29. November 1994 | SPÖ ÖVP |
| Vizekanzler                                                                                 |                                                        | Erhard Busek bis 4. Mai 1995                                             |        | ÖVP                                   | |         |
| Vizekanzler                                                                                 | Wolfgang Schüssel ab 4. Mai 1995                       |                                                                          |        | ÖVP                                   | |         |
| Auswärtige Angelegenheiten                                                                  |                                                        | Alois Mock bis 4. Mai 1995                                               | ÖVP    | Benita Ferrero-Waldner ab 4. Mai 1995 | ÖVP |         |
| Auswärtige Angelegenheiten                                                                  | Wolfgang Schüssel ab 4. Mai 1995                       |                                                                          | ÖVP    | Benita Ferrero-Waldner ab 4. Mai 1995 | ÖVP |         |
| Inneres                                                                                     |                                                        | Franz Löschnak bis 6. April 1995                                         |        | SPÖ                                   | |         |
| Inneres                                                                                     | Caspar Einem ab 6. April 1995                          |                                                                          |        | SPÖ                                   | |         |
| Justiz                                                                                      |                                                        | Nikolaus Michalek                                                        |        | Parteilos                             | |         |
| Finanzen                                                                                    |                                                        | Ferdinand Lacina bis 6. April 1995                                       |        | SPÖ                                   | Johannes Ditz bis 4. Mai 1995                                                                                          | ÖVP     |
| Finanzen                                                                                    | Andreas Staribacher bis 3. Jänner 1996                 |                                                                          |        | SPÖ                                   | Johannes Ditz bis 4. Mai 1995                                                                                          | ÖVP     |
| Finanzen                                                                                    | Viktor Klima ab 3. Jänner 1996 mit der Aufgabe betraut |                                                                          |        | SPÖ                                   | Johannes Ditz bis 4. Mai 1995                                                                                          | ÖVP     |
| Wirtschaftliche Angelegenheiten                                                             |                                                        | Wolfgang Schüssel bis 4. Mai 1995                                        |        | ÖVP                                   | |         |
| Wirtschaftliche Angelegenheiten                                                             | Johannes Ditz ab 4. Mai 1995                           |                                                                          |        | ÖVP                                   | |         |
| Arbeit und Soziales                                                                         | Josef Hesoun bis 6. April 1995                         |                                                                          | SPÖ    |                                       | |         |
| Arbeit und Soziales                                                                         | Franz Hums ab 6. April 1995                            |                                                                          | SPÖ    |                                       | |         |
| Land- und Forstwirtschaft                                                                   |                                                        | Wilhelm Molterer                                                         |        | ÖVP                                   | |         |
| Landesverteidigung                                                                          |                                                        | Werner Fasslabend                                                        | ÖVP    |                                       | |         |
| Öffentliche Wirtschaft und Verkehr                                                          |                                                        | Viktor Klima                                                             |        | SPÖ                                   | Martin Bartenstein bis 4. Mai 1995                                                                                     | ÖVP     |
| Wissenschaft, Forschung und Kunst                                                           |                                                        | Rudolf Scholten                                                          | SPÖ    |                                       | |         |
| Unterricht und kulturelle Angelegenheiten                                                   |                                                        | Erhard Busek bis 4. Mai 1995                                             |        | ÖVP                                   | |         |
| Unterricht und kulturelle Angelegenheiten                                                   | Elisabeth Gehrer ab 4. Mai 1995                        |                                                                          |        | ÖVP                                   | |         |
| Jugend und Familie                                                                          |                                                        | Sonja Moser                                                              | ÖVP    |                                       | |         |
| Umwelt                                                                                      |                                                        | Maria Rauch-Kallat bis 4. Mai 1995                                       | ÖVP    |                                       | |         |
| Umwelt                                                                                      | Martin Bartenstein ab 4. Mai 1995                      |                                                                          | ÖVP    |                                       | |         |
| Frauenangelegenheiten                                                                       |                                                        | Johanna Dohnal bis 6. April 1995 (bis 10. Jänner 1991 ohne Portefeuille) |        | SPÖ                                   | |         |
| Frauenangelegenheiten                                                                       | Helga Konrad ab 6. April 1995                          |                                                                          |        | SPÖ                                   | |         |
| Gesundheit, Sport und Konsumentenschutz bis 1. Jänner 1995 Gesundheit und Konsumentenschutz |                                                        | Christa Krammer                                                          | SPÖ    |                                       | |         |